# Claudia Lars
Claudia Lars est le pseudonyme artistique de Margarita del Carmen Brannon Vega, poète en langue espagnole née le 20 décembre 1899 (Armenia, El Salvador) et morte le 22 juillet 1974 (San Salvador, El Salvador). Originaire du Salvador, en Amérique centrale, elle a écrit de nombreuses œuvres dont Escuela de pájaros en 1955 et Tierra de infancia en 1958.

## Vie personnelle
Margarita del Carmen Brannon est née le 20 décembre de 1899 à Armenia un petit village aux pieds du volcan Izalco à Sonsonate. Son père, Patric Brannon, était un marin et ingénieur américain d’origine irlandais. Carmen a grandi à l’hacienda de son grand-père maternel Tres Ceibas  entourée de sa famille. Elle a reçu les premiers échelons de son éducation à la maison sous la guidance de Mercedes Mendoza. Plus tard, elle a continué son éducation au collège catholique Las Madres de la Asuncion à Santa Ana. Brannon fait des nombreuses références aux mémoires de son enfance dans sa prose la plus célèbre Tierra de infancia . Dans sa jeunesse, Carmen visite les États-Unis. Elle rencontre son futur mari l’américain Charles Beers avec lequel elle aura un enfant : Roy Beers. Elle s’exerce comme enseignante de Castillian (Espagnol) à Brooklyn. Sous son pseudonyme, Claudia Lars, elle publié des écrits variés à son pays.

## Œuvres et prix
Son premier recueil de poésie Estrellas en el pozo est apparu et publié en 1934 par la maison costaricaine d’édition Ediciones del Convivo .  En 1942, son ouvrage  La Casa de vidrio est publié par la maison chilienne Zig-Zag. En 1947, Lars explore des nouvelles thématiques avec Sonetos . Elle aborde la sexualité et l’spiritualité féminine. Seulement une année plus tard, elle publié  No Juego a soldados . Cet ouvrage fait référence aux enjeux et aux tension politiques au monde et au Salvador. En 1965, elle a participé et gagné aux Juegos Florales Hispanoamericanos de Quezaltenango avec son œuvre  Del fino amanecer . Branon collabore avec le ministère de l’éducation du Salvador à partir des années soixante avec l’édition et la publication des ouvrages Escuela de pajaros (1962) et  Sobre el angel y el hombre  (1962) . À partir de ce moment, elle décide de consacrer son travail à la jeunesse. En 1969, sa prose  Tierra de infancia apparait dirigée à un public plus jeune avec des récits tendres de son enfance à Tres Ceibas  et de la culture de son pays. Malgré une longue carrière, Lars reste une autrice méconnue. Pour Constantine Wycoff, Lars fait définitivement partie du mouvement postmoderniste latino-américain (Posmodernismo  latinoamericano) : 
« The Postmodernists reacted against the exotic themes and techniques favored by their predecessors. They returned to the simpler, more basic concerns of the Romantics: love, passion, home, family, nature, and the patria. They wrote of these matters in verses which were traditional and unpretentious. In this sense, Lars may definitely be considered a member of the Postmodernist movement. While it is doubtful that she was consciously rebelling against the artificial, and often strained, poetry of the Modernists, she was closely allied thematically and technically with the other Postmodernist women. »

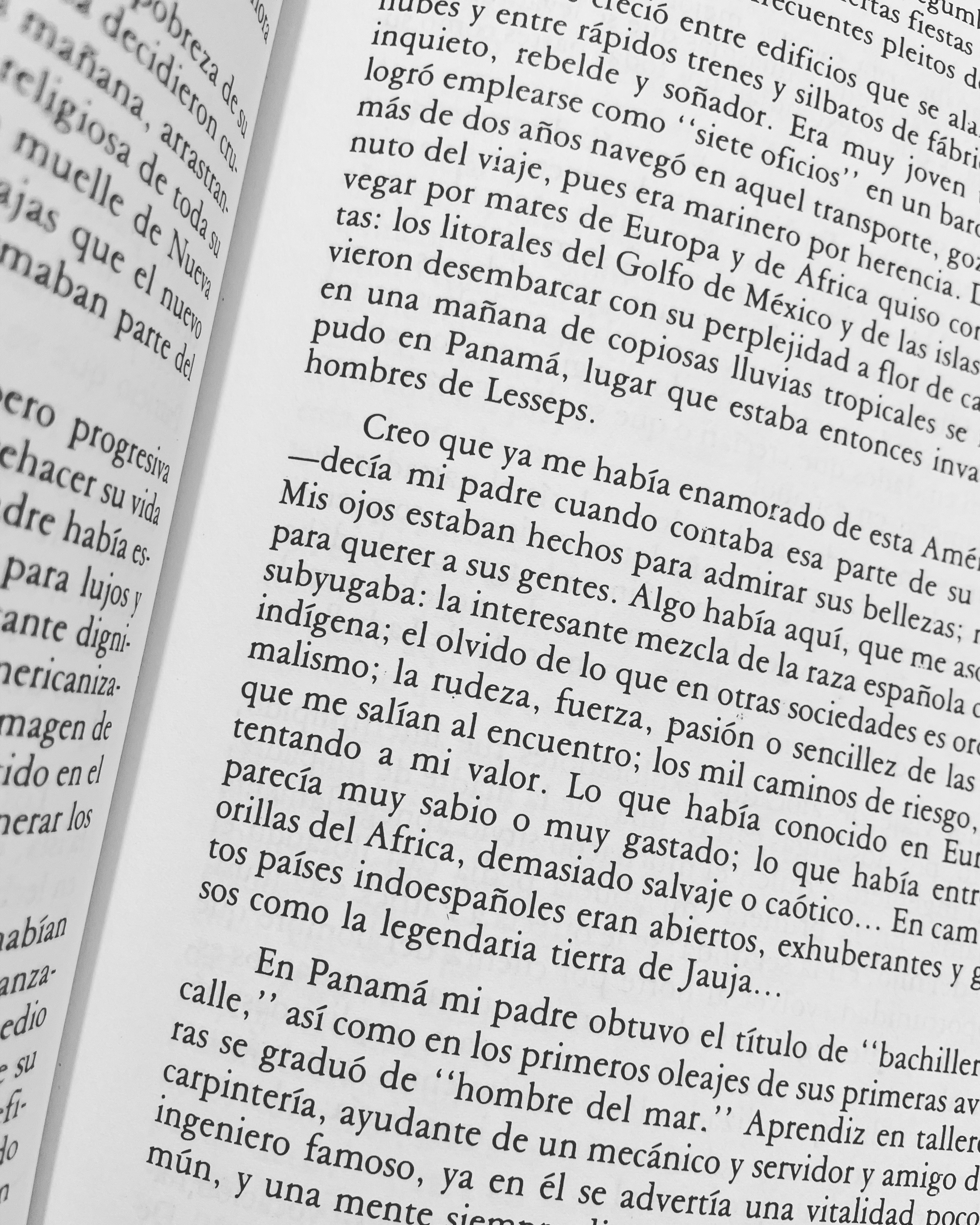
Photographie d'une des pages de l'ouvrage Tierra de infancia de Claudia Lars (1965) publié et édité par UCA Editores (2008).

Il la compare avec autres poétesses comme Delmira Agustini et Juana de Ibarbourou. Bref, Lars a abordé et célébré tout au long de sa carrière différentes thématiques politiques et sociales propres aux femmes tout en consacrant les dernières années de son travail à la jeunesse.